# 銀座 (静岡市)
銀座（ぎんざ）は、静岡市清水区の地名。丁番を持たない単独町名である。住居表示は実施済み。

## 地理
北及び東で江尻東、南で相生町と巴町と入江、西で江尻町に隣接する。
町の南西で巴川に面する。町内は商店街が広がり、清水橋から波止場踏切周辺を「清水中央銀座」、その中央銀座から西に進み路面がタイルになる辺りから「清水銀座」と呼ばれる。中央銀座より北東にある「清水駅前銀座」も銀座と呼ばれるが、この町域には含まれない。
商店街の中心を東海道が通り、その道の傍に江尻宿道標が設置されている。

## 歴史

### 沿革
- 1893年（明治26年）4月9日 - 江尻町の一部（大字辻）が分立して辻村が発足。
- 1918年（大正7年）8月1日 - 辻村が町制施行して辻町となる。
- 1924年（大正13年）
  - 1月31日 - 江尻町、辻町が安倍郡入江町に編入し、同日に廃止される。
  - 2月11日 - 入江町が清水町、不二見村、三保村と合併して清水市が発足。
- 1939年（昭和14年）7月1日 -　辻の一部より中浜町が分離し新設。
- 1953年（昭和28年）7月7日 -　第一回 清水七夕まつり
- 1961年（昭和36年）5月31日
  - 七軒町と伝馬町が、江尻（一部）・中浜町（一部）から新設。
  - 志茂町と仲町が、江尻（一部）から新設。
- 1972年（昭和47年）11月1日 - 七軒町、志茂町、仲町（一部）、伝馬町（一部）、中浜町（一部）より、銀座が新設され住居表示化。
- 2003年（平成15年）4月1日 - 清水市が静岡市と合併し、改めて静岡市が発足。銀座は「清水銀座」に改称。
- 2005年（平成17年）4月1日 - 静岡市が政令指定都市に移行し、旧町域は清水区となる。清水銀座は「銀座」に改称。

## 世帯数と人口
2021年（令和3年）9月30日現在の世帯数と人口は以下の通りである。
| 大字 | 世帯数  | 人口  |
| ---- | ------- | ----- |
| 銀座 | 245世帯 | 418人 |

## 小・中学校の学区
市立小・中学校に通う場合、学区は以下の通りとなる。
| 番・番地等 | 小学校                 | 中学校                 |
| ---------- | ---------------------- | ---------------------- |
| 全域       | 静岡市立清水江尻小学校 | 静岡市立清水第一中学校 |

## 交通

### 鉄道
- 東海道本線 - 駅はないが、町外の南部を通過する。波止場踏切が、巴町と相生町の境界となっている。

### バス
町内にバス停はない。

### 道路
- 東海道
- 柳宮通り（江尻町との町界）

## 施設
- 清水江尻郵便局
- 清水銀座商店街振興組合
- 清水銀行江尻支店
- 江尻宿道標